# Rubén Donet Gregori
Rubén Donet Gregori (Gandia, Safor, 3 d'abril de 1983) és un ciclista valencià especialitzat en la pista.
Va participar en els Jocs Olímpics de 2004, acabant 12è a la prova del Quilòmetre contrarellotge.

## Palmarès
- 2001
  - 2n al Campionat d'Europa júnior en Quilòmetre Contrarellotge
- 2002
  -  Campió d'Espanya en Velocitat per equips (amb Salvador Melià i Adrián Sánchez)
- 2004
  -  Campió d'Espanya en Quilòmetre contrarellotge
  -  Campió d'Espanya en Velocitat per equips (amb Salvador Melià i Adrián Sánchez)
- 2006
  -  Campió d'Espanya en Quilòmetre contrarellotge
- 2011
  -  Campió d'Espanya de Velocitat per equips (amb David Alonso i José Miguel Caldentey)
- 2012
  -  Campió d'Espanya en Keirin